# Григорий (Плиатос)
Митрополи́т Григорий (греч.  Μητροπολίτης Γρηγόριος, в миру Петрос Плиато́с греч.  Πέτρος Πλειαθός; 1891, Триантарос — 23 июля 1971, Халкида) — епископ Элладской православной церкви, митрополит Халкидский (1922—1968).
Отмечен историографией Греческого Сопротивления в период тройной, германо-итало-болгарской оккупации Греции (1941—1944) своими (безуспешными) попытками предотвратить расстрелы заложников из числа гражданских лиц в августе 1943 и в мае 1944 года, а также спасением моста Эврипа от разрушения уходящими немецкими войсками в октябре 1944 года.
За спасение своих еврейских сограждан и свитков и утвари синагоги города официально объявлен еврейской общиной Халкиды «благодетелем общины», что отмечено на мраморной плите, установленной в синагоге.

## Семья
Родился в 1891 году в деревне Триантаросе на острове Тинос.
Его родители, Иоаннис и Аристеа, воспитывали его «в Господнем учении и наставлении», поскольку и сами происходили из рода священников. Отец приходился двоюродным братом священномученику Амвросию (Плиантидису), епископу Мосхонисийскому, который принял смерть мученика (заживо закопан турками) во время Малоазийской катастрофы (1922). Мать была дочерью священника Кардамициса и его брат, Николаос, также стал священником.

## Церковная биография
Учился в богословском институте Афинского университета.
23 августа 1916 года был пострижен в монашество. 1 сентября 1916 года митрополитом Сироским Афанасием был хиротонисан во иеродиакона, а 14 апреля 1919 года — во иеромонаха .
21 апреля 1919 года возведён в достоинство архимандрита. Служил проповедником в Калавритской (1916—1919) и Сиросской (1919—1920) митрополиях. В 1920 году был освобождён от службы проповедником, но оставлен при митрополите Сиросском Афанасии. В 1922 году вновь стал проповедником.
В декабре 1922 года, решением Священного синода Элладской православной церкви был избран для рукоположения в сан митрополита Халкидского, преемника скончавшегося митрополита Халкидского Хрисанфа (Проватаса) (1907—1921).
24 декабря 1922 года в храме Святой Ирины в Афинах состоялась его архиерейская хиротония. Хиротонию совершил старец митрополит Сиросский Афанасий, митрополит Димитриадский Герман (Мавроматис) и митрополит Верийский[уточнить] Александр.
23 марта 1923 года в кафедральном соборе Святого Димитрия в Халкиде состоялся чин интронизации.

## В годы Второй мировой войны
В период оккупации Греции странами Оси, митрополит Григорий предпринял большие усилия для спасения жителей города от голодной смерти (см. Великий голод в Греции). В августе 1943 года возглавил всеобщую забастовку с целью предотвратить расстрел заложников (август 1943).
16 мая 1944 года партизаны прокоммунистической Народно-освободительной армии Греции (ЭЛАС) атаковали немецкую колонну на 110 км от Афин, на высотах Рицоны, что в административных границах Халкиды.
Немцы понесли потери и немедленно приступили к организации ответных карательных мер.
Как свидетельствует писатель Тасос Папапосто́лу, немецкий комендант вызвал митрополита Григория, чтобы тот указал 110 имён лиц состоявших в Сопротивлении, дабы не расстреливать невинных! Митрополит не раздумывая озвучил первое имя — Григорий Халкидский.
Митрополит (через переводчика) заявил коменданту что других имён он не знает, пусть сам добавляет имена.
Он также добавил, что атака была совершена не жителями Халкиды или другими гражданскими лицами, а партизанами. Митрополит заявил: «То что вы собираетесь делать, Это будет великий грех. Прошу коменданта умереть первым».
Митрополит был изгнан оккупационными властями из Халкиды.
Немцы разрешили «проблему».
Необходимых для расстрела 110 смертников (по числу км) они набрали в госпиталях Афин и Халкиды из инвалидов греко-итальянской войны войны и дополнили участниками Сопротивления из конлагеря Хайдари.
Расстрел 110 смертников состоялся в Рицоне 18 мая 1944 года.

## Спасение моста Халкиды

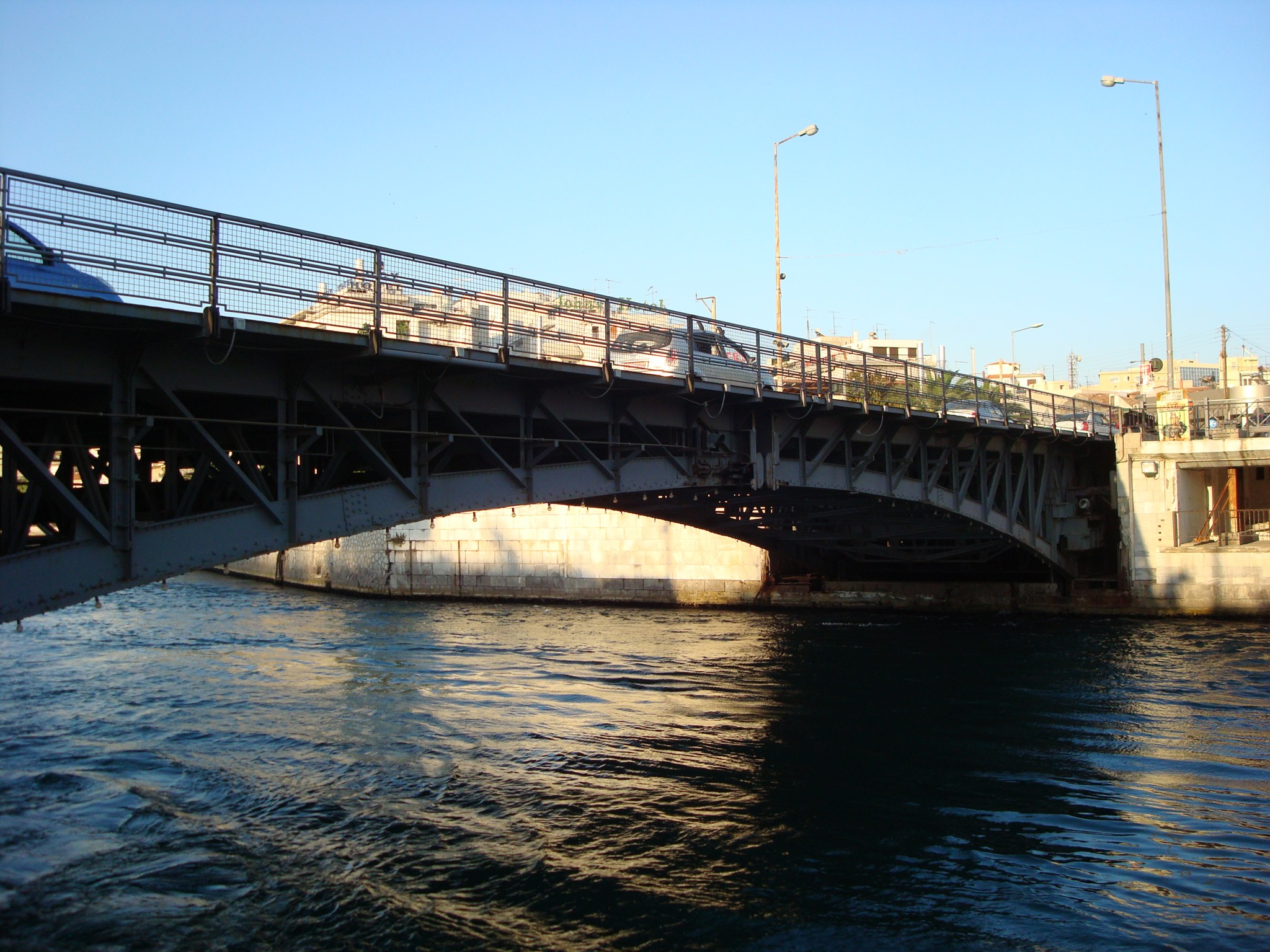
Разводной мост через самое узкое место Эврипа. Перестроен в 1960 году греческим инженером Теодосием Тасиосом.

Немцы ушли из Халкиды 14-15 октябре 1944 года. Они приняли решение взорвать мост Эврипа, желая задержать продвижение партизанских или союзных сил по мосту из Средней Греции на Эвбею, а также малых судов через пролив на север.
Митрополит Григорий вмешался ещё раз и попросил немцев отменить взрыв. Ему удалось убедить немецкого портмейстера в бессмысленности уничтожения этого моста для немцев. Взрыв был отменён

## Защитник еврейской общины Халкиды
В 1920 году маленькая еврейская община Халкиды насчитывала 150 человек, до начала оккупации Греции 239 человек. В период гонений на евреев большинство из них скрывались в сёлах Эвбеи, многим удалось бежать на Ближний Восток с помощью организаций греческого Сопротивления.
Приказам оккупационных властей регистрироваться следовали всё меньшее число евреев, наконец 24 мая 1944 года отметился лишь равин Давид Мацас (Δαυίδ Μάτσας). В результате систематическая депортация евреев из Халкиде провалилась. Только 24 еврея были арестованы в ходе облав или по доносам и были отправлены в концлагеря Польши и Германии.
Митрополит Григорий был инициатором резолюции муниципального совета Халкиды в которой выразил надежду что евреи города не будут подвержены гонениям.
Он призвал председателя общины Соломона Маисиса (Σολομών Μαΐση) чтобы все евреи ещё остававшиеся в Халкиде покинули город и офицеру жандармерии Икономидису дал указание выдать им фальшивые свидетельства. Он спрятал свитки за алтарём своей митрополии, вместе с книгами и свящённой утварью синагоги.
После освобождения города партизанами ЭЛАС в октябре 1944 года, в январе 1945 года еврейская община провозгласила его «великим благодетелем за его энергичные усилия по отношению еврейскому населению города Халкиды чтобы спасти от безжалостного преследования варвара завоевателя». Его имя было выгравировано на мраморной плите встроенной в синагогу.

## Ссылка
После боёв ЭЛАС против британской армии и её союзников в декабре 1944 года митрополит Григорий был отстранён от своих обязанностей из-за своих отношений и сотрудничества в годы оккупации с прокоммунистическими партизанами. По истечении срока наказания в декабре 1945 года, а также по причине его популярности, он был возвращён на свой пост. Однако чуть позже на него было совершена попытка убийства членами ультраправых организаций.

## Выдворение
Митрополит Григорий оставался на своём посту до 1968 года.
После того как в апреле 1967 года в стране была установлена военная диктатура (см. Чёрные полковники) началось выдворение политически неугодных не только в государственных службах, но и в церкви. Митрополит Григорий оставил службу 29 сентября 1968 согласно акта (Συντακτική Πράξη ΛΣΤ΄/1968) того же года.

## Смерть и память
Митрополит Григорий ушёл из этой жизни 23 июля 1971 года. После четёхдневного паломничества к его гробу выставленному в храме Св Дмитрия митрополии, он был отпет в храме Св. Николая в присутствии его земляка архиепископа Иеронима. Он был похоронен согласно его предсмертному пожеланию при храме Живоносного Источника сиротского дома митрополии в Эксо Панагица (Έξω Παναγίτσα).
На набережной Халкиды, около моста который он спас в 1944 году, в 1974 году был установлен его мраморный бюст, работы скульптора Георгиоса Каракалласа.